# 1772
1772 (MDCCLXXII) byl rok, který dle gregoriánského kalendáře započal středou.

## Události

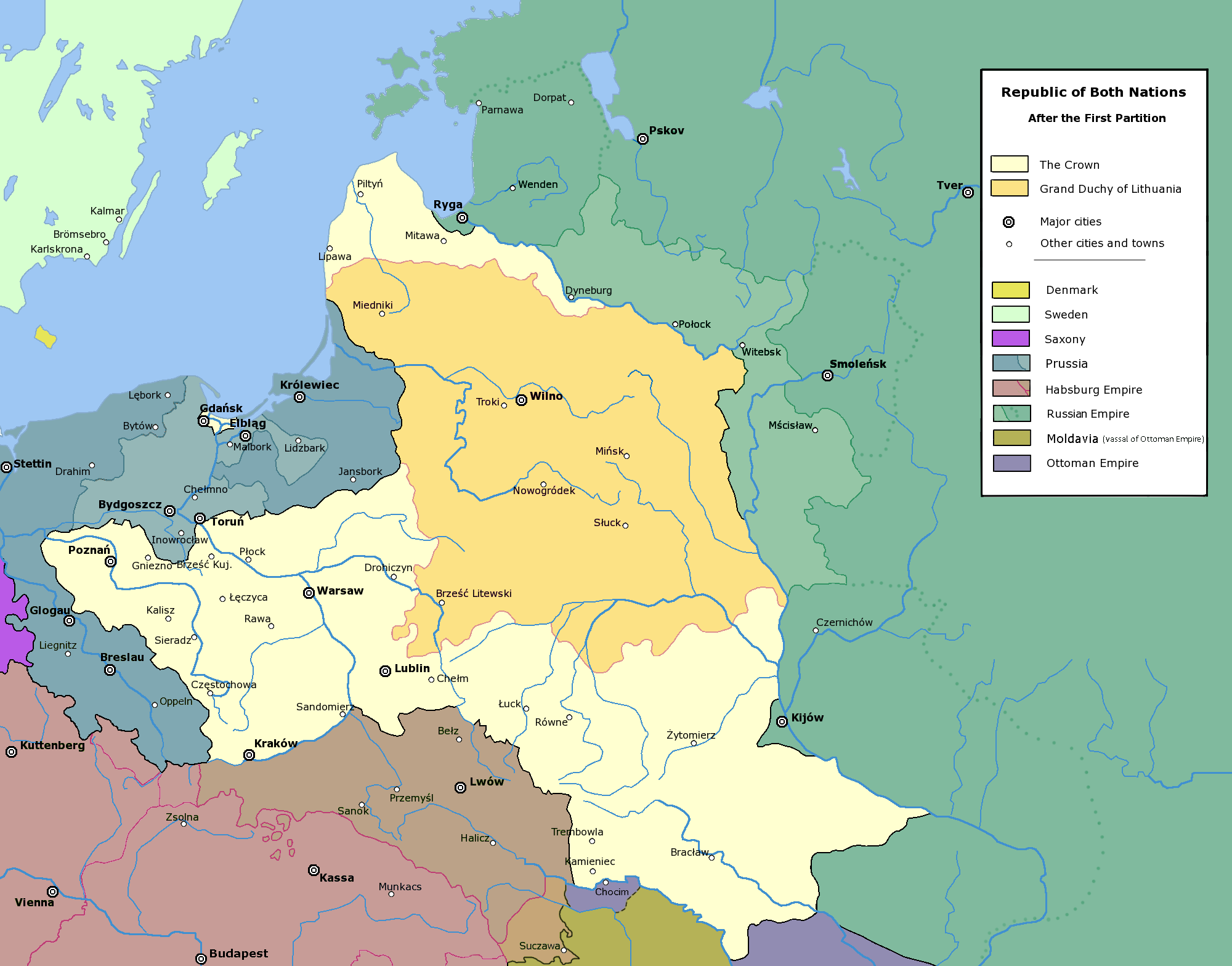
První dělení Polska

- 23. ledna – Francouzští mořeplavci Marc-Joseph Marion du Fresne a Jules Crozet objevili v Indickém oceánu Crozetovy ostrovy.
- 12. února – Francouzský mořeplavec Yves-Joseph Kerguélen-Trémarec objevil souostroví Kergueleny.
- 17. února – Rusko a Prusko se dohodli na prvním dělení Polska.
- 8. března – Francouzský astronom Jacques Leibax Montaigne objevil kometu 3D/Biela.
- 5. srpna – V rámci prvního dělení Polska si Prusko, Rusko a Rakousko vzali část polského území. Z rakouské části vzniklo Haličsko-vladiměřské království.
- 13. července – Anglický mořeplavec James Cook vyplul z Plymouthu na svou druhou plavbu kolem světa.

### Probíhající události
- 1768–1774 – Rusko-turecká válka
- 1770–1772 – Hladomor v českých zemích
- 1772–1775 – Druhá plavba Jamese Cooka

## Narození

### Česko
- 22. února – Josef Lipavský, skladatel († 7. ledna 1810)
- 17. dubna – Vojtěch Nejedlý, kněz a básník († 7. prosince 1844)
- 10. listopadu – Jan Nepomuk Kaňka, skladatel a právník († 15. dubna 1865)
- 21. listopadu – Josef Triebensee, pražský hobojista, dirigent a skladatel († 2. dubna 1846)

### Svět

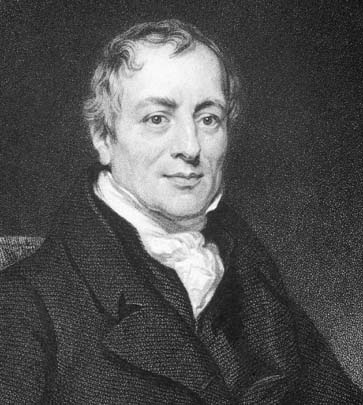
David Ricardo (* 18. dubna)

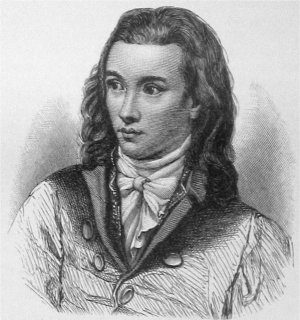
Novalis (* 2. května)

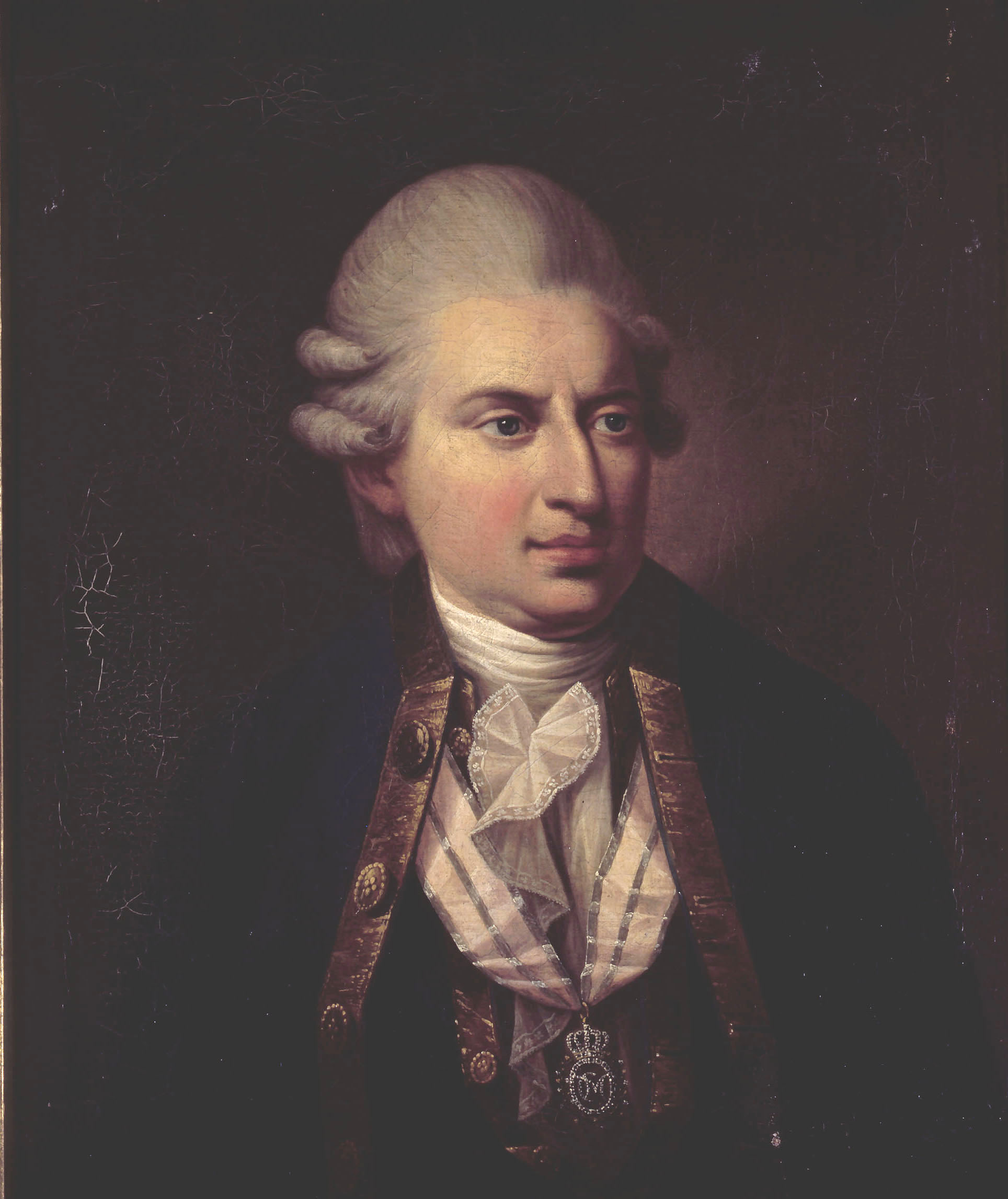
Johann Friedrich Struensee († 28. dubna)

- 27. ledna – Faustino Camisani, italský houslista, violista a hudební skladatel († 21. dubna 1830)
- 10. března – Friedrich Schlegel, německý filosof, literární kritik a překladatel († 11. ledna 1829)
- 17. března – Charles Leclerc d'Ostin, francouzský generál († 2. prosince 1802)
- 4. dubna – Nachman z Braclavi, ukrajinský chasidský duchovní mistr († 16. října 1810)
- 7. dubna – Charles Fourier, francouzský utopický socialista († 10. října 1837)
- 15. dubna – Étienne Geoffroy Saint-Hilaire, francouzský přírodovědec († 19. června 1844)
- 18. dubna – David Ricardo, britský ekonom († 11. září 1823)
- 2. května – Novalis, německý romantický básník († 25. března 1801)
- 6. června – Marie Tereza Neapolsko-Sicilská, manželka Františka I. († 13. dubna 1807)
- 15. června – Jan Karel Paar, rakouský nejvyšší dvorský a generální dědičný poštmistr († 30. prosince 1819)
- 14. června – Gustaf Johan Billberg, švédský botanik, zoolog a anatom († 26. listopadu 1844)
- 2. srpna
  - Alexandr Ivanovič Osterman-Tolstoj, ruský šlechtic a generál († 12. února 1857)
  - Louis Antoine Henri de Bourbon Condé, francouzský šlechtic v emigraci († 21. března 1804)
- 14. srpna – Alexandr Leopold Habsbursko-Lotrinský, rakouský arcivévoda a uherský palatin († 12. července 1795))
- 15. srpna – Johann Nepomuk Mälzel, německý hudebník a vynálezce († 21. července 1838)
- 18. srpna – Matúš Blaho, slovenský náboženský spisovatel a evangelický duchovní († 21. března 1837)
- 24. září – Guillaume de Vaudoncourt, francouzský generál a válečný historik († 2. května 1845)
- 27. září
  - Antonio Casimir Cartellieri, rakouský hudební skladatel, houslista a kapelník († 2. září 1807)
  - Martha Jeffersonová Randolphová, dcera 3. amerického prezidenta Thomase Jeffersona († 10. října 1836)
- 21. října – Samuel Taylor Coleridge, anglický básník, kritik a filosof († 25. července 1834)
- 25. října – Géraud Duroc, francouzský generál a diplomat († 23. května 1813)
- 2. listopadu – János László Pyrker, maďarský církevní hodnostář a básník († 2. prosince 1847)
- 8. listopadu – Thomas Manning, britský sinolog a cestovatel († 2. května 1840)
- 17. listopadu – Horace François Sébastiani, francouzský generál a politik († 20. července 1851)
- 28. listopadu – Luke Howard, britský chemik a meteorolog († 21. března 1864)
- neznámé datum
  - Ho Xuan Huong, vietnamská básnířka († 1822)
  - Jacob Henry Sarratt, anglický šachista († 6. listopadu 1819)
  - John Byng, 1. hrabě ze Staffordu, britský polní maršál a šlechtic († 3. června 1860)

## Úmrtí

### Česko
- 20. února – Marie Terezie Savojská, šlechtična (* 11. května 1694)
- 15. května – Josef Petrasch, učenec a básník ( 17. října 1714)
- 5. října – David Nitschmann, misionář a první biskup Moravské církve (* 18. listopadu 1695)
- neznámé datum – David Antonín Nývlt, náchodský úředník a regionální historik (* 1696)

### Svět
- 14. ledna – Marie Hannoverská, hesensko-kasselská lankraběnka (* 5. března 1723)
- 5. února – Panna Cinková, uherská romská houslistka (* 1711)
- 8. února – Augusta Sasko-Gothajská, waleská princezna (* 30. listopadu 1719)
- 10. února – Josef Václav z Lichtenštejna, lichtenštejnský kníže (* 9. srpna 1696)
- 12. března – Franz de Paula Penz, rakouský farář a stavitel (* 1. dubna 1707)
- 21. března
  - Alexandr Filipovič Kokorinov, ruský architekt (* 10. července 1726)
  - Jacques-Nicolas Bellin, francouzský kartograf (* 1703)
- 22. března – John Canton, anglický fyzik (* 31. července 1718)
- 29. března – Emanuel Swedenborg, švédský vědec, mystik a filozof (* 29. ledna 1688)
- 15. dubna – Karl Josef Batthyány, rakouský generál a polní maršál(* 28. dubna 1697)
- 19. dubna – Johann Peter Kellner, německý hudební skladatel (* 28. září 1705)
- 22. dubna – Marie Duronceray, manželka Favarta (* 15. června 1727)
- 26. dubna – František Perger, slovenský jezuita (* 1. července 1700)
- 28. dubna – Johann Friedrich Struensee, německý lékař (* 5. srpna 1737)
- 6. května – Edmund Pascha, slovenský kazatel, varhaník a hudební skladatel (* 1714)
- 18. června – Gerard van Swieten, nizozemský lékař a osvícenský reformátor (* 7. května 1700)
- 4. října – Augustin Ehrensvärd, švédský architekt (* 25. září 1710)
- 8. října – Jean-Joseph de Mondonville, francouzský skladatel a houslista (* 25. prosince 1711)
- 29. prosince – Ernst Johann von Biron, ruský regent v zastoupení nedospělého cara Ivana VI. (* 23. listopadu 1690)

## Hlavy států
- Francie – Ludvík XV. (1715–1774)
- Habsburská monarchie – Marie Terezie (1740–1780)
- Osmanská říše – Mustafa III. (1757–1774)
- Polsko – Stanislav II. August Poniatowski (1764–1795)
- Prusko – Fridrich II. (1740–1786)
- Rusko – Kateřina II. Veliká (1762–1796)
- Španělsko – Karel III. (1759–1788)
- Švédsko – Gustav III. (1771–1792)
- Velká Británie – Jiří III. (1760–1820)
- Svatá říše římská – Josef II. (1765–1790)
- Papež – Klement XIV. (1769–1774)
- Japonsko – Go-Momozono (1771–1779)